# Theresia Haidlmayr

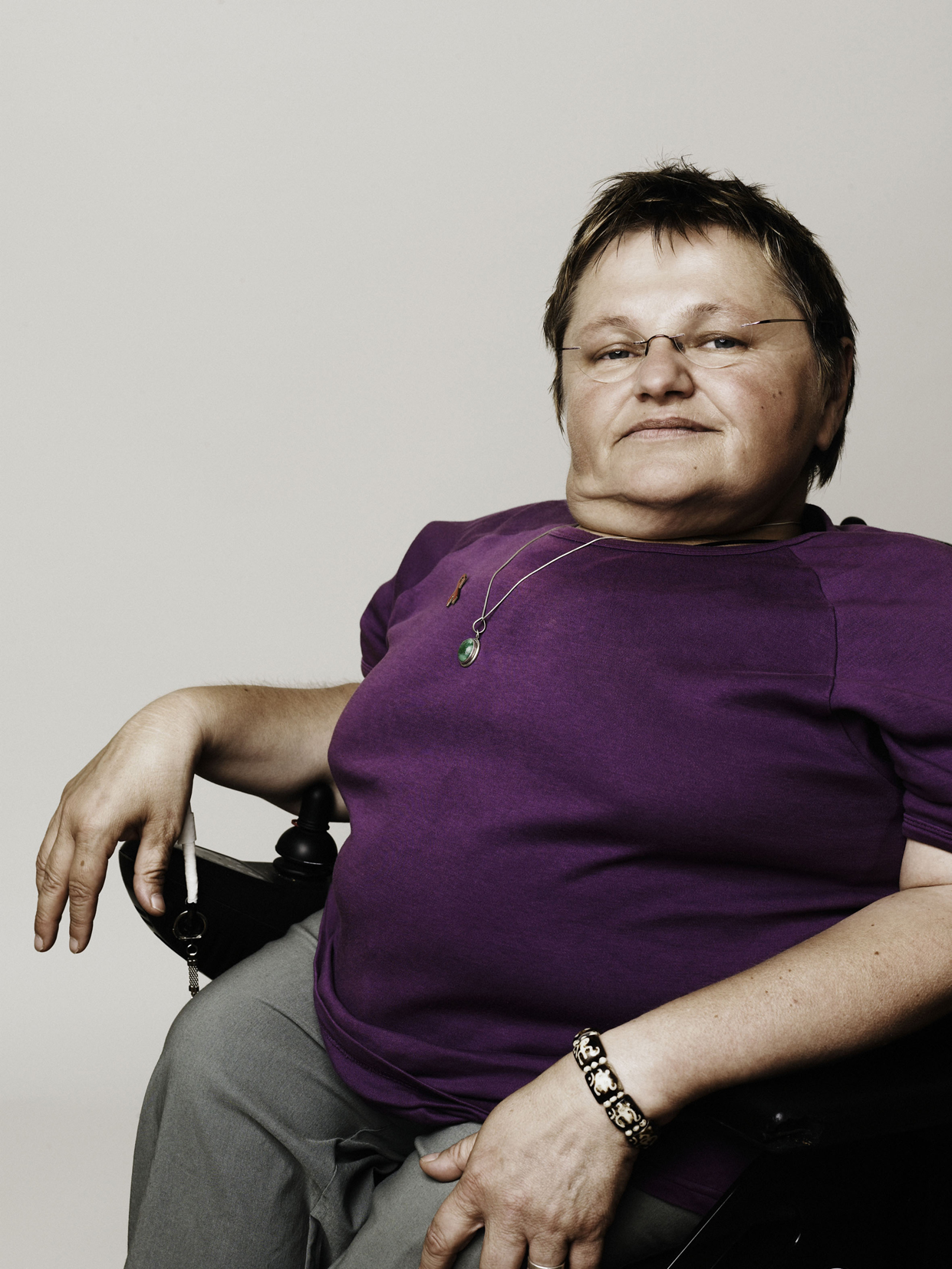
Theresia Haidlmayr (2006)

Theresia Haidlmayr (* 9. September 1955 in Steyr; † 13. Juni 2022 in Wien) war eine österreichische Politikerin (Die Grünen) und von 1994 bis 2008 Abgeordnete zum Nationalrat.

## Biographie
Theresia Haidlmayr besuchte zwischen 1964 und 1971 die Sonderschule für körperbehinderte Kinder in Wiener Neustadt. Nach dem Abschluss der Hauptschule folgte zwischen 1971 und 1974 der Besuch der Bundeshandelsschule für Behinderte in Wien. Danach war Haidlmayr bis 1980 als Lohnverrechnerin in Oberösterreich tätig und begann während der folgenden Arbeitslosigkeit eine Ausbildung zur Buchhalterin/Bilanzbuchhalterin, die sie 1985 abschloss. Anschließend arbeitete Haidlmayr als Koordinatorin in der integrativen Behindertenarbeit.
1994 wurde Theresia Haidlmayr in den österreichischen Nationalrat gewählt. Sie war Behinderten− und Zivildienstsprecherin der Grünen. Sie war aufgrund ihrer Glasknochenkrankheit (Osteogenesis imperfecta) Rollstuhlfahrerin.
Sie kündigte im Juli 2008 an, auf eine weitere Kandidatur im Nationalrat zu verzichten. Als Grund gab sie die neuen politischen Schwerpunkte der Grünen an, da die Menschen mit Behinderung und deren Bedürfnisse keine ausreichende Berücksichtigung erfahren würden.
Seit Oktober 2008 arbeitete Haidlmayr unentgeltlich in der Buchhaltung des Vereins Aids Life (Life Ball).

## Auszeichnungen
- 2004: Großes Silbernes Ehrenzeichen für Verdienste um die Republik Österreich[3]